# Давид Гегамеци
Давид Гегамеци (арм. Դավիթ Գեղամեցի) — армянский поэт и церковный деятель XVI—XVII веков.
Родился в деревне Дзорагюх (на восточных склонах Гегамского хребта, откуда и прозвище Гегамеци). Был церковным деятелем, прославился своими стихами. К 1575 году был уже епископом, о чем сообщается в надписи поставленного им хачкара во дворе монастыря Масруц Анапат, на могиле своей матери. 
Наиболее известен по поэме «Плач о Джуге» (арм. Ողբք ի Ջուղա, 1610 год). В ней осуждается политика Шах-Аббаса и рассказывается о выселении армян из Восточной Армении. В основном Давид рассказывает о Джульфе, но есть также интересные исторические данные об опустошении Еревана, Ехегнадзора, Нахичевана, Кагызмана, Ширакавана.
Поэма сохранилась в конце переписанной самим Давидом Гегамеци рукописи Айсмавурка (Матенадаран, рукопись № 3812). Была опубликована Г. Алишаном в 1901 году.